# سمكاوات الجليد القدية
سمكاوات الجليد القدية (الاسم العلمي: Notothenioidei)، رتيبة أسماك بحرية من الفرخيات، التي تضم بشكل أساسي أسماك ساب أنتاركتيكا وأسماك المنطقة القطبية الجنوبية، وبعض أنواعها يمتد نطاق تواجدها من شمال إلى جنوب أستراليا وجنوب أمريكا الجنوبية. هذه الأنواع، والتي يشار إليها مجتمعة باسم سمكاوات الجليد القدية، تمثل حوالي 90 ٪ من الكتلة الحيوية للحيوانات السمكية في مياه الجرف القاري المحيطة بأنتاركتيكا.